# Le Train bleu (roman)
Pour les articles homonymes, voir Train bleu.
Le Train bleu (titre original : The Mystery of the Blue Train) est un roman policier d'Agatha Christie publié le 29 mars 1928 au Royaume-Uni, mettant en scène le détective belge Hercule Poirot. Il est publié la même année aux États-Unis et quatre ans plus tard, en 1932, en France.
Le roman est un développement de la nouvelle L'Express de Plymouth (1923), qui mettait déjà en scène le détective belge.

## Résumé
Hercule Poirot veut passer quelques vacances sur la Côte d'Azur. Pour cela, il emprunte le « Train bleu » de la ligne Calais-Nice. Des vacances ? Pas exactement, car il va devoir déployer les facultés qu'il ne déploie normalement que pour son travail : son art de résoudre les énigmes. En effet, Ruth Kettering, fille du richissime M. Van Aldin, est assassinée durant le voyage, tandis qu'on lui vole ses rubis et sa valise maroquin rouge.

## Personnages
- Hercule Poirot : brillant détective privé belge
- Rufus Van Aldin : millionnaire américain
- Ruth Kettering : fille de Rufus
- Derek Kettering : le mari de Ruth
- Mirelle : danseuse parisienne, maîtresse de Derek
- Major Richard Knighton : soldat de l'armée britannique, secrétaire de Van Aldin.
- Ada Beatrix Mason Kinghton : la femme de chambre de Ruth.
- Katherine Grey : jeune femme anglaise
- Lady Rosalie Tamplin : cousine de Katherine.
- Lena Tamplin : la fille de Rosalie
- Armand de la Roche : comte aventurier, amant de Ruth
- Démétrius Papopolous : Antiquaire grec
- Zita Papopolous : fille de Démétrius
- M. Caux : commissaire de police
- M. Carrège : juge d'instruction
- George : le serveur de Poirot

## Élaboration

### Écriture
Même si l'intrigue est dérivée de celle de la nouvelle L'Express de Plymouth (1923), l'écriture de ce roman a été un véritable supplice pour Agatha Christie. L'année précédente en 1926, sa mère est décédée, son premier mari l'a trompée et quittée et tous les journaux du pays ont parlé de sa disparition. Elle se remet donc à l'écriture uniquement dans un but financier. Cela peut expliquer en partie pourquoi elle explique n'avoir jamais aimé ce livre :

« J'avais l'impression de plus en plus forte que tout ce que je disais était idiot ! [...] Je bafouillais, balbutiais, hésitais et me répétais. Franchement, comment j'ai pu finir d'écrire ce misérable livre, je n'en sais rien ! [...] J'ai toujours détesté Le Train bleu, mais je l'ai écrit et envoyé à mes éditeurs. Il se vendit aussi bien que mes autres livres. Alors je dus m'en contenter, même si je ne peux pas dire que j'en ai été fière. »

— Agatha Christie, Une autobiographie
Elle ajoute, toujours dans son autobiographie, qu'il s'agit d'un « roman banal, plein de clichés, avec une intrigue sans intérêt » et ne comprend pas que les gens puissent l'aimer.
Néanmoins, elle tire de cette nouvelle expérience l'impression d'être devenue une vraie professionnelle, capable d'écrire même sans en avoir la moindre envie.

### Dédicace
Le roman est dédié « To the two distinguished members of the O.F.D. - Carlotta and Peter » (« Aux deux membres distingués de l'O.F.D. - Carlotta et Peter »).
O.F.D. signifie en anglais « Order of the Faithful Dogs » (Ordre des Chiens Fidèles). Il compte les gens qui sont restés à ses côtés : Carlotta, la secrétaire de Christie et gouvernante de Rosalind ; et Peter, le chien de Rosalind. Le camp opposé, qui compte tous ceux qui lui ont tourné le dos, est alors appelé « Order of the Faithless Rats » (Ordre des Rats Infidèles).